# Esclavine
Esclavine ist eine aus dem Französischen stammende, sich von dem Wort esclave („Sklave“ oder „Knecht“) ableitende Bezeichnung für einen vom 13. bis zum 17. Jahrhundert getragenen bequemen Mantel  mit Kapuze, der als Arbeits-, Reise- und Pilgerkleidung diente.